# أكمة الصعفاني

تعديل مصدري - تعديل

أكمة الصعفاني هي إحدى حارات حي الظهار بمدينة إب اليمنية، بلغ تعداد سكانها 4004 نسمة حسب تعداد اليمن لعام 2004.